# Касимовский, Иван Васильевич
Иван Васильевич Касимовский — касимовский царевич, сын последнего касимовского хана Сеид-Бурхана (в крещении Василий Арасланович). Совместно с братом, Семеном Васильевичем, с 1685 г. упоминается в Разрядах при описании различных дворцовых церемоний и выходов. Указом 13 сентября 1686 г. его род велено внести в новую родословную книгу. Его сын, Василий, был женат на сестре Прасковьи Федоровны Салтыковой. Умер Иван Васильевич, вероятно, в 1728 г.